# 恩格尔塔尔
恩格尔塔尔是德国巴伐利亚州的一个市镇。总面积13.62平方公里，总人口1126人，其中男性544人，女性582人（2011年12月31日），人口密度83人/平方公里。